# La Central, Oaxaca
La Central är en ort i Mexiko.   Den ligger i kommunen San Agustín Loxicha och delstaten Oaxaca, i den sydöstra delen av landet, 500 km sydost om huvudstaden Mexico City. La Central ligger 1 074 meter över havet och antalet invånare är 109.
Terrängen runt La Central är huvudsakligen kuperad, men åt nordväst är den bergig. Terrängen runt La Central sluttar söderut. Runt La Central är det ganska tätbefolkat, med 86 invånare per kvadratkilometer. Närmaste större samhälle är Buenavista Loxicha, 1,5 km nordväst om La Central. Omgivningarna runt La Central är en mosaik av jordbruksmark och naturlig växtlighet.